# Herpetotherium
Herpetotherium es un género extinto de mamífero metaterio que vivió entre el Eoceno al Mioceno en Norteamérica.

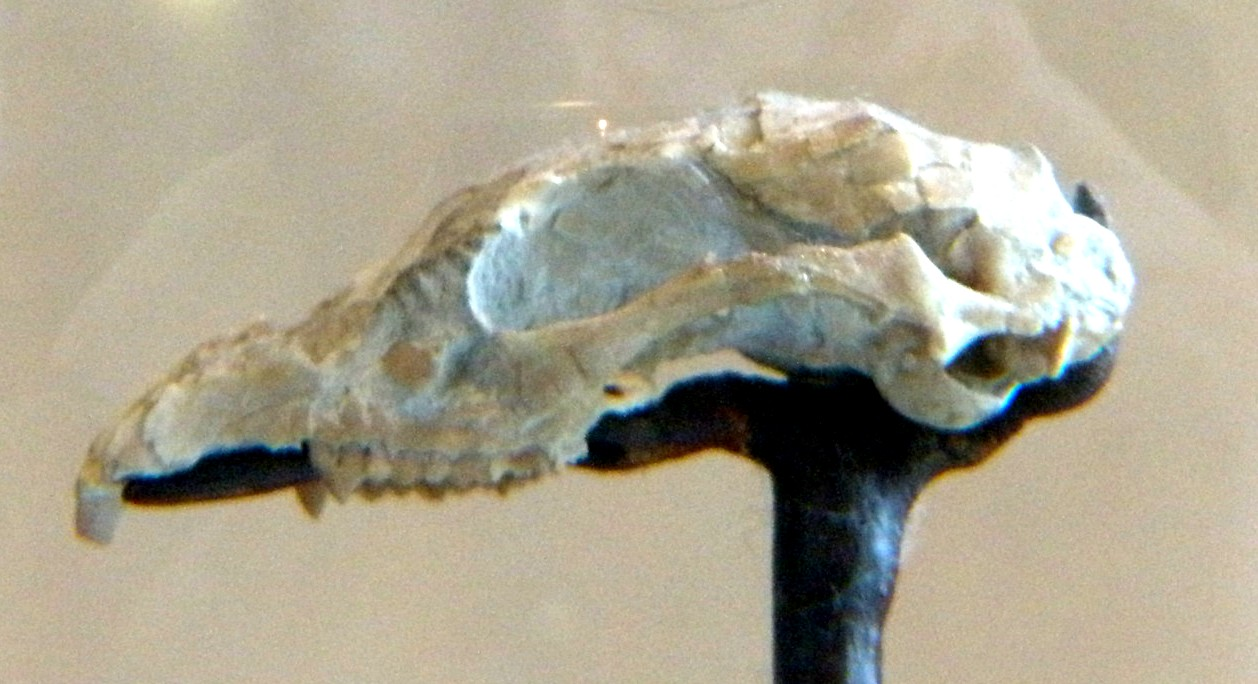
Herpetotherium fugax.

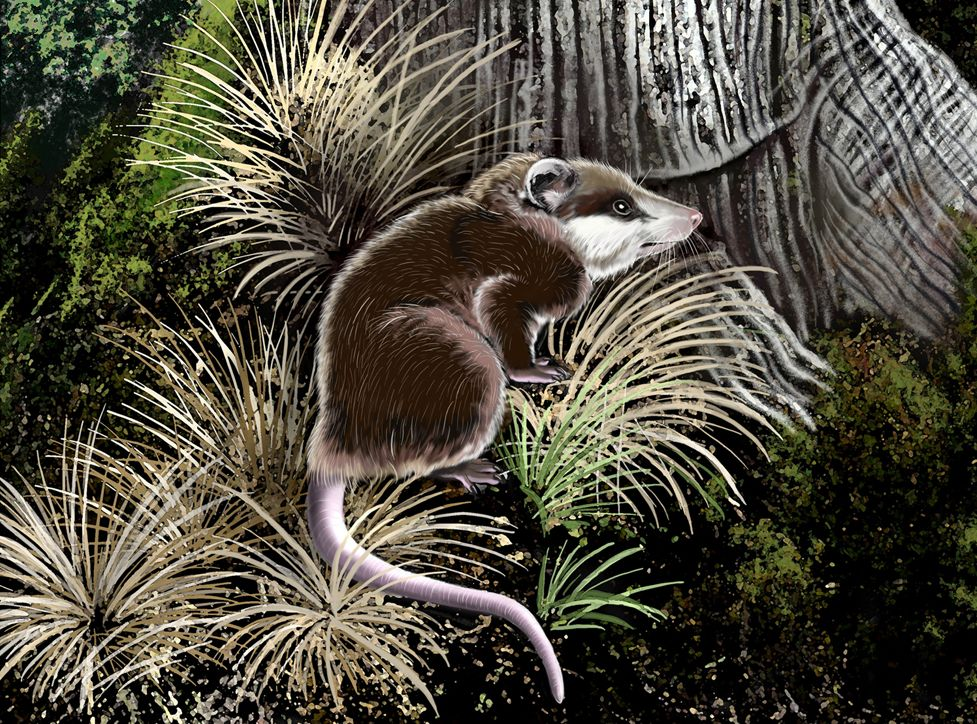
Recreación.

Los fósiles de este género se han hallado en los estados de California, Oregón, Texas, Florida, Montana, Wyoming, Colorado, Dakota del Norte y Dakota del Sur, Nebraska en Estados Unidos y Saskatchewan en Canadá. La especie más antigua, H. knighti, se ha datado en cerca de 50.3 millones de años, y la más reciente, un espécimen aún sin nombrar, puede datar tan recientemente como hace 15.97 millones de años. Un análisis morfológico de los marsupiales y los metaterios basales publicado en 2007 encontró que Herpetotherium es el grupo hermano de los marsupiales actuales.

## Especies
- H. fugax (sinónimos: Didelphys pygmaea, H. scalare, H. tricuspis,  Peratherium fugax) (especie tipo)
- H. huntii
- H. knighti (sinónimos: Centracodon delicatus, Entomacodon minutus, Peratherium morrisi)
- H. merriami
- H. valens (sinónimos: Peratherium donahoei)
- H. youngi (sinónimos: Peratherium spindleri)